# Puccinellia groenlandica
Puccinellia groenlandica är en gräsart som beskrevs av Thorwald Thorvald Julius Sørensen. Puccinellia groenlandica ingår i släktet saltgrässläktet, och familjen gräs. Inga underarter finns listade i Catalogue of Life.